# Герстенберг, Генрих Вильгельм фон
Генрих Вильгельм фон Герстенберг (нем. Heinrich Wilhelm von Gerstenberg, 3 января 1737, Тённер, Шлезвиг — 1 ноября 1823, Альтона) — немецкий писатель. Один из предшественников поэзии «Бури и натиска». Его тираноборческая трагедия «Уголино» (1768) оказала влияние на драматургию «бурных гениев», а «Письма о достопримечательностях литературы» (1766—70), включавшие «Опыт о произведениях Шекспира и его гении», способствовали преодолению эстетических канонов классицизма. Г. познакомил немецких читателей с мифологией и литературой древней Скандинавии. Его «Поэма скальда» (1766) положила начало т. н. поэзии бардов в Германии.